# Dragonheart Records
Dragonheart Records è una etichetta discografica italiana nota per la realizzazione di album metal.

## Informazioni
La Dragonheart Records è una divisione della Audioglobe, distributore indipendente italiano. Fondata nel maggio del 1997, la Dragonheart Records vede come sua prima realizzazione l'album Champion Eternal dei Domine. In seguito, l'etichetta si occuperà di gruppi heavy metal e affini italiani, oltre che di band gothic metal come i Macbeth.

## Gruppi
Di seguito la lista di artisti che hanno realizzato album con la Dragonheart Records.
- Beholder
- Centvrion
- Domine
- Doomsword
- Drakkar
- Gjallarhorn
- Holy Martyr
- Inner Shrine
- Iridio
- The Lord Weird Slough Feg
- Macbeth
- Manilla Road
- Mesmerize
- Moonstruck
- Powers Court
- Raising Fear
- Somniae Status
- Thunderstorm
- White Skull